# The Settlers Online
 (décembre 2023).
Si vous disposez d'ouvrages ou d'articles de référence ou si vous connaissez des sites web de qualité traitant du thème abordé ici, merci de compléter l'article en donnant les références utiles à sa vérifiabilité et en les liant à la section « Notes et références ».
The Settlers Online est un jeu vidéo de type city-builder et stratégie en temps réel massivement multijoueur développé par Blue Byte et édité par Ubisoft, sorti en 2011 sur navigateur.
Le jeu apparaît en version bêta ouverte à tous les joueurs en automne 2010 (le 22 octobre). Au fil du temps, le jeu se développe, des modifications et de nouveaux contenus voient le jour, par exemple un système d'aventure, diverses cartes de tactique, des simulations de combats etc.
La version bêta officielle sortit seulement le 3 août 2011. Il reste toutefois la possibilité d'acheter des items pour atteindre les niveaux supérieurs plus rapidement, mais le jeu est gratuit à la base.
Le jeu s'adapte au fur et à mesure aux réclamation des joueurs de la communauté et l'éditeur met en place divers évènements spéciaux tels que des quêtes pour Pâques, Halloween ou encore Noël.
Le jeu gagna également plusieurs prix comme en 2011 le prix du meilleur jeu PC en Allemagne[Quoi ?], ainsi que le prix du meilleur MMO de l'année en 2012 et 2013[Quoi ?].